# Santa Elena, Tapachula
Santa Elena är en ort i Mexiko.   Den ligger i kommunen Tapachula och delstaten Chiapas, i den sydöstra delen av landet, 900 km sydost om huvudstaden Mexico City. Santa Elena ligger 526 meter över havet och antalet invånare är 251.
Terrängen runt Santa Elena är huvudsakligen kuperad, men åt sydost är den platt. Runt Santa Elena är det tätbefolkat, med 286 invånare per kvadratkilometer. Närmaste större samhälle är Tapachula, 14,2 km söder om Santa Elena. I omgivningarna runt Santa Elena växer huvudsakligen savannskog.